# Bassersdorf
Bassersdorf é uma comuna da Suíça, no Cantão de Zurique, com cerca de 9.091 habitantes. Estende-se por uma área de 9,02 km², de densidade populacional de 1.008 hab/km². Confina com as seguintes comunas: Dietlikon, Kloten, Lindau, Nürensdorf, Wangen-Brüttisellen.
A língua oficial nesta comuna é o Alemão.